# Cuicocha
Cuicocha je kaldera s průměrem 3 km, zalitá vodou, nacházející se na jižním úpatí staršího vulkánu Cotacachi, asi 100 km severně od Quita, hlavního města Ekvádoru.
Vytvořila se přibližně před 3100 lety, během velké explozivní erupce. V kaldeře se nacházejí čtyři dacitové lávové dómy, které tvoří ostrovy v kalderovém jezeře. nánosy z pyroklastických proudů se rozkládají v širokém okolí kaldery.